# Sonichar
La Société nigérienne du charbon (Sonichar) est une société nigérienne qui opère dans le domaine de l'énergie. Elle exploite un gisement de charbon à Anou Araren et produit de l'électricité.

## Historique
Quelques dates clefs :
- 1968 : découverte d’un gisement de charbon lors des prospections menées par le commissariat à l'Énergie atomique (CEA),
- 1975 : création de la société SONICHAR ; l’objectif est de produire de l’électricité pour alimenter les usines de traitement d’uranium de la région d’Arlit.
- 1980 : début de la production du charbon,
- 1981 : début de la production d’électricité,
- 1982 : mise en service d’une 2e tranche.

## Activité
L’usine de la SONICHAR est installée à Anou Araren, à côté de la ville de Tchirozérine et à 180 km au sud d'Arlit.
Le charbon est extrait à ciel ouvert et consommé sur place dans une centrale thermique.
En 2009, 192 047 tonnes de charbon

ont été produites et consommées dans la centrale thermique qui comprend 2 tranches de 18,8 MW.
L’électricité produite alimente les usines de traitement d’uranium d’Arlit et Akokan, ainsi que les principales villes de la région d’Agadez.

## Organisation
Le capital de la SONICHAR est de 19,730 milliards de Francs CFA. Il est détenu par :
- l’État du Niger pour 69,3 %,
- la Banque islamique de développement (BID) pour 10,1 %,
- la Société des mines de l'Aïr (SOMAÏR) pour 7,9 %,
- la Compagnie minière d’Akouta (COMINAK) pour 7,9 %,
- la Société nigérienne de banque (SONIBANK) pour 1,9 %,
- la Caisse de stabilisation des produits pétroliers du Niger (CSPPN) pour 1,1 %,
- et aussi les sociétés BCN, SNTN, NIGELEC, et SNAR LEYMA.